# 마리오

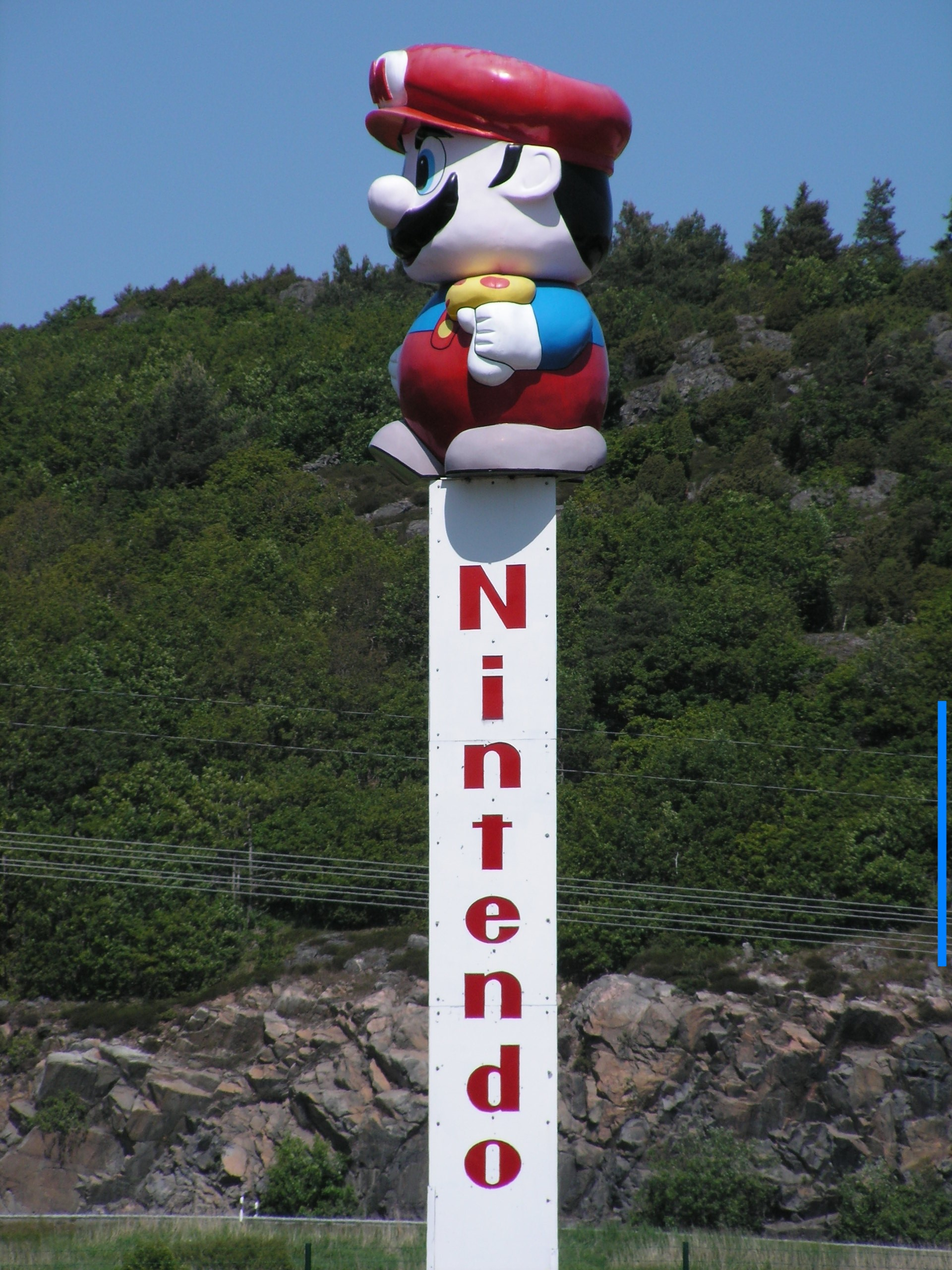
스웨덴에 세워져 있는 마리오상

마리오(일본어: マリオ, 영어: Mario)는 닌텐도가 제작한 비디오 게임의 등장인물로, 닌텐도가 제작에 관여한 여러 게임에 등장하고 있다. 닌텐도의 마스코트 겸 캐릭터이다. 일반적으로 마리오가 등장하는 게임에서는 주인공 격으로 등장하는 경우가 많으나, 아주 적게
적 또는 조연급으로도 출연하기도 하였다,하지만 그런적은 거의 없는 편이다. 마리오가 게임에서 최초로 등장한 것은, 1981년에 발표된 아케이드 게임인 《동키콩》이며, 이 작품에서 마리오는 주인공이었으나 당시에는 이름이 없었고, '점프맨'이라는 가명으로 불러졌다. 발군의 운동 능력과 점프력을 살려, 계속되는 장애물을 돌파하며 나서는 히어로의 모습으로 묘사되었다.
1985년 닌텐도가 발매한 패밀리 컴퓨터의 게임 소프트 《슈퍼 마리오브라더스》가 사회적 현상을 불러일으키는 등 대히트를 기록한 것을 계기로, 많은 사람들이 마리오의 모습과 이름을 알게 되었다. 이후 마리오가 주인공 급으로 등장하는 마리오 시리즈 게임들은 전 세계에서 총 1억9천3백만 장 이상 판매되었으며, 역사상 가장 성공적인 비디오 게임으로 꼽힌다. 우리나라에서는 오락실에 마리오게임이 먼저 나왔다. 마리오는 비디오 게임의 역사상 가장 유명한 캐릭터 가운데 하나로 언급되고 있다. 또한 많은 비디오 게임의 바탕이 되기도 했다.

## 기본 정보

### 탄생 비화
《동키콩》이 처음 제작되던 시절의 닌텐도는 미국 지사에서 마리오 시갈리가 운영하는 건물에 세들어 살고 있었다. 그러나 닌텐도는 매일같이 적자에 시달리고 있는 상황이라서 월세를 밀리기가 일쑤였다. 월세가 너무 밀리자 건물주 마리오 시갈리는 참는 데에 한계를 느낀 나머지 닌텐도 미국지사에 찾아가서 방세를 내라고 독촉했고 이에 닌텐도 직원들은 이런 마리오 시갈리를 보고 기막힌 아이디어를 하나 떠올렸다. 바로 동키콩에 나오는 주인공을 마리오로 하는 것이었다. 원래 동키콩의 주인공을 뽀빠이로 하려했으나, 라이센스를 따는데 실패했고, 이로 인해 마리오를 급조해 동키콩의 주인공으로 사용하게 되었다. '점프맨'이라고 부르던, 이름 없는 남자의 외견을 이 마리오 시갈리와 최대한 비슷하게 바꾼 뒤 이 캐릭터의 이름도 대놓고 마리오라고 붙였다. 처음에는 월세 내라고 독촉했던 건물주가 미워서 스트레스 해소용으로 '마리오'라는 캐릭터를 만들었지만 정작 닌텐도 직원들은 시간이 흐르면서 이 마리오라는 캐릭터에게 정이 들었고 결국 이 마리오를 주인공으로 해서 이것저것 설정을 붙여서 슈퍼 마리오 시리즈를 개발하게 되었다. 그리고 슈퍼 마리오 시리즈가 공전의 대히트를 치면서 닌텐도는 그저 화투, 마작 같은 것들만 만들던 중소기업에서 일약 세계 최고의 비디오 게임 대기업 중 하나로 크게 성장했고 그 성장의 중심에는 마리오가 있었다.

### 외견의 특징
게임에서 히어로의 위상을 갖고 있음에도 불구하고, 그 풍체는 왜소한 키(공식 제작한 1:1 비율 조각상의 크기가 155cm이다)에 과체중 형태의 모습이다. 코는 주먹코이며 코 밑에 콧수염이 나 있다. 보통 빨간 셔츠에 파란색 멜빵바지를 입고 있고, 'M'이라 쓰여 있는 빨간 모자를 쓰고 흰 장갑을 끼고 있다. 이 형태는 나중에 고착화된 것으로, 데뷔작인 《동키콩》에서는 셔츠와 멜빵 바지의 색(당시 셔츠는 파란색, 멜빵 바지는 빨간색이었다.)이 반대였으며, 《슈퍼 마리오브라더스 3》까지는 이런 색상의 설정이 혼재되어 있었다. 게임의 장르에 따라 모습이 조금씩 바뀌기도 한다.
외견을 이렇게 만들 수 밖에 없는 이유가 있었다. 당시 8비트로 게임을 만들어야 했기 때문에 캐릭터가 잘 보이게 하기 위해 과체중 형태가 되었고 코가 주먹코인 이유는 얼굴의 방향을 나타내기 위해서이다. 콧수염은 입을 구현하기 어려운 상황이라 그렇게 한 것이고 모자는 헤어스타일을 만드는 게 불가능해서 그렇게 했다.

### 연령
게임큐브 게임인 《대난투 스매시브라더스 DX》의 피규어 설명에 따르면, 마리오의 연령은 26세 전후라고 한다. 닌텐도 64 판 《대난투 스매시브라더스》에서는 '나이스 미들'(ナイスミドル)로 표기되어 있다. 한편, 1996년 발매된 '전격 NINTENDO64'(미디어 웍스 간행) 잡지에서, 닌텐도의 공보 담당은 마리오의 프로파일에 관하여 받은 질문에 대하여, '브루클린에 사는 이탈리아계 미국인, 34세'라고 대답했으나, 정확하지 않다. 이 내용은 당시 공표된 영화의 설정으로 여겨진다.

### 인물
초창기 설정은 목수였으나, 《마리오브라더스》가 출시된 이후, 마리오의 직업은 동생 루이지와 함께 배관공으로 설정되었다. 그의 의상은 이에 기반하여 설정된 것이라 여겨진다. 그 외에도 의사, 권투 심판, 장난감 회사 사장 등 직업이 있으며, 각종 스포츠에 소질을 보인다. 이름, 용모, 최근의 작품에서의 대사 등으로 볼 때 이탈리아계로 보이며, 통상의 대화에서 영어를 하는 것으로 보아 이탈리아계 미국인으로 추정되기도 한다. 그러나 실제로는 마리오의 국적에 대한 공식 설정은 존재하지 않는다. 굳이 국적을 규정하자면, '버섯 왕국'에 살고 있으므로 '버섯 왕국인'이라는 답이 타당하겠지만, 다른 작품에서 키노피오가 피치 공주가 납치됐다며 현실 세계의 마리오에게 도움을 청하는 장면이 있으므로 정확하게 알기 어렵다.
배관공으로 바뀐 이후에도 목수 시절의 습관이 남아있어서인지 망치를 사용하기도 한다.
성격은 주로 활발한 성격으로 나오며, 이는 마리오가 출연하는 게임의 주인공이라는 경우에 따라 규정된 것으로 여겨진다. 《마리오 골프 패밀리 투어》나 《이타다키 스트리트DS》 등에서는 보통은 대사가 주어지지 않는 마리오에도 대화 텍스트가 준비되어 있다. 이 내용을 살펴보면, 밝고 활달한 성격에, 구김 없는 말투의 소유자로 묘사되며, 약간 자신이 슈퍼 스타임에 대해 의식을 하는 듯한 내용이 있다.

### 가족 관계와 고유 액션
동생으로 루이지(ルイージ)가 있다. 초창기 작품인 《마리오브라더스》, 《슈퍼 마리오브라더스》에서는 겉모습을 제외하면 마리오와 똑같았었으나, 《슈퍼 마리오브라더스 더 로스트 레벨즈》(일본판 이름 슈퍼 마리오브라더스 2)에서 마리오보다 점프력이 높은 대신 잘 미끄러진다는 차이점이 생겼다. 이후 작품들에서는 더 많은 차이점이 생겼다.

### 특수 능력
슈퍼 마리오브라더스 시리즈 등 마리오가 등장하는 게임 작품 안에서, 마리오는 아이템을 얻거나 특정 조건 하에서 다음 목록과 같은 능력을 갖는다.(변신을 하지 않은 마리오는 일반적으로 '꼬마리오'('꼬마 마리오'의 준말)로 칭한다.)
슈퍼마리오
마리오 시리즈의 대표적인 파워업. 《슈퍼 마리오브라더스》에서 처음으로 등장해 여러 게임에 꾸준히 나오고 있다. 마리오가 빨간 색의 슈퍼버섯(スーパーキノコ, Super Mushroom, 연두색의 슈퍼 버섯을 먹었을 경우 마리오의 목숨이 1개가 추가된다.)을 먹었을 때 몸집이 거대화된다. 변신 전의 마리오가 키가 작은 것에서, 작은 모습에서 '표준 모습'으로 변신했다고 표현하는 것 또한 가능하다. 다른 게임에서는 '표준 모습'에서 거대화된 모습이 된다. (닌텐도 DS용 《슈퍼 마리오 64 DS》 등)
파이어마리오
《슈퍼 마리오브라더스》에서 처음으로 등장해 여러 게임에 나오고 있다. 마리오가 파이어플라워(ファイアフラワー, Fire Flower)를 먹었을 경우, 옷의 색이 바뀐 '파이어마리오'로 변신을 한다. 이 상태에서는 손에서 불꽃(파이어볼)을 발사하는 것이 가능해진다. (《대난투 스매시브라더스》 시리즈에서는 표준 모습에서 불꽃을 쏠 수 있음)
게임 설정에 따라 다른데 적의 공격을 받았을 때 바로 꼬마리오로 강등당하는 버전과 슈퍼마리오로 강등당한 뒤 한번 더 공격당할 경우 꼬마리오로 강등당하는 두 가지의 버전이 있다. 이는 다른 변신 마리오도 마찬가지이다.
파이어마리오가 사용하는 불꽃의 위력은 적을 죽일 수는 있지만 그렇게 강하지 않으며 최종 보스인 쿠파를 죽이려면 굉장히 많이 공격해야 한다.
무적마리오
《슈퍼 마리오브라더스》에서 처음으로 등장해 여러 게임에 나오고 있다. 마리오가 슈퍼스타를 먹었을 때 일시적으로 얻는 능력. 마리오가 반짝이면서 색상이 수시로 바뀐다. 적이나 가시에 부딪혀도 죽지 않는 '무적 효과'를 받는다. 다만 변신 시간이 제한되어 있어서 시간이 지나면 해제된다.
꼬리마리오
《슈퍼 마리오브라더스 3》, 《뉴 슈퍼 마리오브라더스 2》에서 나오는 마리오의 변신 형태. 슈퍼나뭇잎(スーパーこのは, Super Leaf)을 먹었을 때, 모자에 너구리 귀, 엉덩이에 너구리 꼬리가 붙은 모습으로 변신한다. 꼬리를 휘둘러 공격을 하거나, 가속을 하여 점프를 연타 할 경우 하늘 위로 떠오르는 것이 가능하며, 공중에서 일정시간 동안 떠 있다 착지할 수 있다. P라고 적힌 날개([펄럭펄럭의 날개])를 먹어도 같은 모습이지만 가속이 필요 없이 점프 연타로 무한정 날 수 있다.
해머마리오
《슈퍼 마리오브라더스 3》에서 나오는 마리오의 변신 형태. 플레이어를 성가시게 하는 잡졸 중 하나인 해머브러스가 입는 슈트인 해머슈트로 변신하며 등껍질로 적의 공격을 방어할 수 있으며 무기로 망치를 던질 수 있다. 망치의 위력은 어마어마해서 어지간한 적들은 거의 1방에 다 죽이며 파이어 마리오로는 죽이지 못하는 적을 죽일 수도 있다. 쿠파조차 5~7방만에 죽일 수 있다.
굼바신발
《슈퍼 마리오브라더스 3》에서 얻을 수 있는 아이템. 마리오가 신발굼바를 쓰러뜨리면 굼바신발을 착용할 수 있다. 기본 상태에서 밟을 수 없는 적을 밟을 수 있다.
개구리마리오
《슈퍼 마리오브라더스 3》에서 나오는 마리오의 변신 형태. 개구리슈트로 변신하며 물 속을 자유로이 헤엄칠 수 있다. 변신 형태 중 밟기를 제외하면 유일하게 공격 능력이 없다.
너구리마리오
《슈퍼 마리오브라더스 3》, 《슈퍼 마리오 3D랜드》, 《슈퍼 마리오 3D 월드》에서 나오는 마리오의 변신 형태. 너구리슈트를 얻었을 경우 변신한다. 꼬리마리오의 능력도 있고 무적 상태인 돌부처로 변신할 수도 있다.
슈퍼볼마리오
《슈퍼 마리오 랜드》에서 나오는 마리오의 변신 형태. 슈퍼볼 플라워로 변신한다. 슈퍼볼을 쏠 수 있게 된다. 이 슈퍼볼은 45도 아래로 발사되며 천장이나 벽, 바닥에 튕긴다. 적을 죽일 수 있으며 코인을 획득할 수도 있다.
망토마리오
《슈퍼 마리오 월드》, 《슈퍼 마리오 어드밴스 4》에서 나오는 마리오의 변신 형태. 망토깃털을 먹었을 때 망토를 단 모습으로 변신하며 망토를 휘둘러 적을 공격하고 높이 점프할 수 있으며 점프한 상태에서 망토를 낙하산처럼 펼쳐서 오랫동안 하늘에 떠있을 수 있다.잘 컨트롤하면 계속 날 수도 있다.또한 내리찍어 지진을 낼 수도 있다.
풍선마리오
《슈퍼 마리오 월드》, 《슈퍼 마리오 64 DS》에서 나오는 마리오의 변신 형태. 월드에서는 파워 벌룬, 64 DS에서는 파워플라워 아이템을 먹으면 변신하며 풍선처럼 몸을 부풀려서 자유자재로 떠다닐 수 있다.
토끼마리오
《슈퍼 마리오 랜드 2》에서 나오는 마리오의 변신 형태. 당근을 먹어 변신한다. 떨어지는 속도를 감소시킬 수 있고, 달리면서 점프를 할 때 속도를 증가시킨다.
파워풀마리오
《요시 아일랜드》에서 나오는 베이비 마리오의 변신 형태. 천장에서든 벽에서든 빠르게 날 수 있으며, 무조건 무적이다.(예외로, 요시의 하트가 0이 되거나 추락하면 이 상태여도 죽는다.)
날개마리오
《슈퍼 마리오 64》, 《슈퍼 마리오 64 DS》에서 나오는 마리오의 변신 형태. 날개모자를 얻으면 변신한다. 3단 점프를 하거나 대포를 타면 날 수 있다.
투명마리오
《슈퍼 마리오 64》에서 나오는 마리오의 변신 형태. 파란 상자의 투명모자를 먹으면 마리오가 반투명하게 변하며 철망이나 특정 벽을 통과할 수 있다.
메탈마리오
《슈퍼 마리오 64》에서 나오는 마리오의 변신 형태. 초록 상자의 메탈모자를 먹으면 마리오가 금속과 같은 모습으로 변하며 적을 튕겨버릴 수 있고 물 속에서 걸어다닐 수 있다(금속의 특성상 무거워서 가라앉으므로, 바닥에서 기포가 나와도 몸이 뜨지 않는다.).
거대마리오
《뉴 슈퍼 마리오브라더스》, 《뉴 슈퍼 마리오브라더스 2》, 《슈퍼 마리오 3D 월드》에서 나오는 마리오의 변신 형태. 거대버섯을 먹으면 변신한다. 엄청나게 커지며(슈퍼마리오보다 몇 배 더 크다) 적은 물론이고 블록이나 토관도 다 부수며 진행한다. 《뉴 슈퍼 마리오브라더스》 한정으로 적, 블록이나 토관 등을 부수면 화면 상단의 게이지가 차는데, 일정 시간이 지난 다음 게이지가 찬 정도에 따라 1UP 버섯(보너스 버섯)이 나온다. 엉덩이 찍기를 하면 화면 상단에서 굼바나 동전이 떨어진다.
땅콩마리오
《뉴 슈퍼 마리오브라더스》, 《뉴 슈퍼 마리오브라더스 Wii》, 《뉴 슈퍼 마리오브라더스 2》, 《뉴 슈퍼 마리오브라더스 U》에서 나오는 마리오의 변신 형태. 땅콩버섯을 먹었을 때 꼬마리오의 ¼(세로로 ½, 가로로 ½ 작아짐)정도로 작아지며, 땅콩마리오만 들어갈 수 있는 소형 토관에 들어갈 수 있고, 수면 대시를 할 수 있다. 그래서 숨겨진 곳을 찾아내는 데 유리하다.(대미지를 입으면 꼬마리오 상태처럼 생명이 하나 줄어든다.) 《뉴 슈퍼 마리오 브라더스 U》에서는 벽을 타고 달릴 수도 있게 되었다.
등껍질마리오
《뉴 슈퍼 마리오브라더스》에서 나오는 마리오의 변신 형태. 파랑등껍질을 얻었을 경우 변신한다. 달리다 보면 등껍질 속에 들어가며 가시나 용암 등을 제외한 것에 무적 효과를 받는다. 또한, 물속에서 수영 속도가 빨라지는 효과가 있다.
아이스마리오
《슈퍼 마리오 Wii 갤럭시 어드벤처》와 《뉴 슈퍼 마리오브라더스 Wii》, 《뉴 슈퍼 마리오브라더스 U》에서 나오는 마리오의 변신 형태. 아이스플라워를 먹어서 변신한다. 갤럭시와 뉴 슈퍼마리오 시리즈의 아이스마리오는 변신 아이템과 이름은 같지만 변신한 외견과 효과가 다르다.
갤럭시에서는 일정시간 동안 마리오가 얼음과 같은 모습으로 변하며 물이나 용암을 얼리고 그 위에서 스케이팅이 가능한 변신이다. 뉴 슈퍼 마리오브라더스 시리즈에서는 모자와 셔츠가 하늘색, 바지가 빨간색으로 변하며 손에서 얼음(아이스볼)을 발사해 적을 얼릴 수 있다. 물속에서 적을 얼릴 경우 얼려진 적이 물 위로 떠오른다. 적에 닿으면 변신이 풀린다.
꿀벌마리오
《슈퍼 마리오 Wii 갤럭시 어드벤처》와 《슈퍼 마리오 Wii 2 갤럭시 어드벤처 투게더》에서 나오는 마리오의 변신 형태. 꿀벌버섯을 먹으면 꿀벌 코스튬을 입은듯한 모습으로 변하며 일정시간 동안 날 수 있다. 땅에 내려오면 게이지(시간)가 다시 채워진다. 또한 벌꿀벽에 붙어있을 수 있다. 이 상태에서는 벌레 몬스터(하늘소)에게 적대상태가 된다. 물이나 적에 닿으면 변신이 풀린다.
스프링마리오
《슈퍼 마리오 Wii 갤럭시 어드벤처》와 《슈퍼 마리오 Wii 2 갤럭시 어드벤처 투게더》에서 나오는 마리오의 변신 형태. 스프링버섯을 먹으면 마리오가 몸에 스프링을 두른듯한 모습으로 변한다. 통통 튀어다니며 이동하게 되고 땅에 닿는 즉시 점프를 하면 높이 튈 수도 있다. 벽에 닿을 시 벽차기를 한다. 물에 닿거나 스타링을 타거나 적에 부딪히면 변신이 풀린다.
유령마리오(Boo Mario, オバケマリオ)
《슈퍼 마리오 Wii 갤럭시 어드벤처》와 《슈퍼 마리오 Wii 2 갤럭시 어드벤처 투게더》에서 나오는 마리오의 변신 형태. 유령버섯을 먹으면 마리오가 부끄부끄의 모습으로 변신하며 날아다니게 된다. 투명해져서 철장 등의 벽을 통과할 수도 있다. 이 상태에서는 주변의 부끄부끄들이 저절로 다가오게 된다. 빛에 닿으면 변신이 풀린다.
레인보우마리오
《슈퍼 마리오 Wii 갤럭시 어드벤처》와 《슈퍼 마리오 Wii 2 갤럭시 어드벤처 투게더》에서 나오는 마리오의 변신 형태. 레인보우스타를 먹으면 변신한다. 몸이 무지개색으로 반짝이며 효과는 무적마리오와 같다.
플라잉마리오
《슈퍼 마리오 Wii 갤럭시 어드벤처》에서 나오는 마리오의 변신 형태. 레드스타를 얻었을 경우 변신한다. 모자와 바지가 검은색, 셔츠가 빨간색으로 변하며 변신이 지속되는 동안 날아다닐 수 있게 된다. 일정 시간이 지나면 변신이 해제된다.
펭귄마리오
《뉴 슈퍼 마리오브라더스 Wii》, 《뉴 슈퍼 마리오브라더스 U》에서 나오는 마리오의 변신 형태. 펭귄슈트로 변신한다. 아이스마리오와 같이 아이스볼을 쏠 수 있고, 달리면서 십자버튼의 아래쪽을 누르면 얼음 위나 물 위를 슬라이딩하여 건너갈 수 있다. 그리고 물속에서 십자버튼으로 자유롭게 수영이 가능하며 점프 버튼과 십자버튼을 같이 움직이면 빨리 수영할 수 있다.
프로펠러마리오
《뉴 슈퍼 마리오브라더스 Wii》, 《뉴 슈퍼 마리오브라더스 U》에서 나오는 마리오의 변신 형태. 프로펠러버섯으로 변신한다. 머리에 프로펠러가 달리며 Wii 리모컨을 위아래로 흔들어 높게 날 수 있으며, 낙하 속도를 조절할 수 있다.
구름마리오
《슈퍼 마리오 Wii 2 갤럭시 어드벤처 투게더》에서 구름플라워를 얻으면 나오는 마리오의 변신 형태. 보통의 마리오와 달리 구름 위에 서 있을 수 있으며, 점프 중에 스핀하면 발 밑에 얼마 뒤 없어지는 구름이 생긴다. 스핀으로 만들어진 구름은 바람에 영향을 받는다. 구름은 변신할 당시 3개이다. 구름은 최대 3개까지 가지고 다닐 수 있으며, 구름을 소진한 상태이더라도 구름플라워를 다시 획득하면 구름이 다시 3개로 충전된다. 물에 닿거나 적에 부딪히면 변신이 풀린다.
드릴
변신이라기보다는 단순한 아이템을 사용하는 능력에 가깝다. 《슈퍼 마리오 Wii 2 갤럭시 어드벤처 투게더》에서 드릴을 획득하면 이 능력을 얻는다. 파고 들어갈 수 있는 지형에서 Wii 리모컨을 휘두르면 땅을 파고들어 반대편으로 나온다. 만약 땅 속을 파고들어가는 중 파고들어갈 수 없는 지형을 마주치면 그대로 반사되어 되돌아 나온다. 드릴로 적을 공격할 수도 있다. 적이나 스타링에 닿으면 변신이 풀린다.
데굴바위마리오
《슈퍼 마리오 Wii 2 갤럭시 어드벤처 투게더》에서 데굴바위버섯을 먹으면 데굴바위마리오로 변한다. Wii 리모컨을 흔들면 큰 바위로 변해서 굴러간다. 적에게 공격을 받거나 스타링에 닿으면 변신이 풀린다.
부메랑마리오
《슈퍼 마리오 3D랜드》와 《슈퍼 마리오 3D 월드》에서 부메랑플라워를 먹으면 부메랑 마리오로 변한다. 원거리 적을 쓰러뜨릴 수 있으며 아이템을 가져올 수도 있다.
돌부처마리오
《슈퍼 마리오 3D랜드》에서 돌부처나뭇잎을 얻으면 너구리마리오가 머플러를 두른 모습으로 변신하는데, 《슈퍼 마리오브라더스 3》에서처럼 돌부처로 변신할 수 있다. 돌부처 상태에서는 대미지를 받지 않고,일반적으로 밟아 없앨 수 없는 적도 밟을 수 있다.
하양너구리마리오
《슈퍼 마리오 3D랜드》, 《뉴 슈퍼 마리오브라더스 2》, 《슈퍼 마리오 3D 월드》에서 등장하는 변신. 한 스테이지에서 여러 번 죽었을 경우 무적나뭇잎이라는 아이템을 얻을 수 있는데, 얻으면 하양너구리마리오로 변신한다. 기본적으로 너구리마리오의 능력을 가지고 있으며 닿은 적을 쓰러뜨리는 무적 효과도 있다. 이 변신 상태에서는 다른 변신 아이템을 얻어도 변신할 수 없다. 이 아이템을 얻은 스테이지를 클리어하면 다음부터는 일반 너구리마리오로 바뀐다.
프로펠러박스
《슈퍼 마리오 3D랜드》, 《슈퍼 마리오 3D 월드》에서 등장하는 아이템. 얻으면 박스를 뒤집어쓴 모습이 되며 높이 날 수 있게 된다. 스테이지를 클리어하면 아이템이 사라진다.
골드마리오
《뉴 슈퍼 마리오브라더스 2》에서 골드플라워를 먹으면 골드마리오가 된다. 금색 구체를 발사해 적들과 블록을 코인으로 바꿀 수 있다.
골드블록
《뉴 슈퍼 마리오브라더스 2》에서 등장하는 아이템으로 건드리면 골드블록을 머리에 뒤집어쓴 외형이 되며 코인을 많이 획득할 수 있다.
날다람쥐마리오
《뉴 슈퍼 마리오브라더스 U》에서 슈퍼도토리를 먹으면 날다람쥐마리오가 된다. 공중에서 한 번 상승이 가능하며 글라이드로 낙하속도를 줄이고 벽을 붙잡을 수 있다.
파워날다람쥐마리오
《뉴 슈퍼 마리오브라더스 U》에서 파워도토리를 먹으면 파워날다람쥐마리오가 된다. 날다람쥐마리오의 상위 호환으로 공중에서 무한정 상승이 가능하며 하늘을 날아다닐 수 있다. 스테이지를 클리어하면 다음부터는 날다람쥐마리오가 된다.
고양이마리오
《슈퍼 마리오 3D 월드》에 나오는 마리오의 변신 형태. 슈퍼벨을 얻어 변신한다. 고양이 코스튬을 입은듯한 모습으로 변한다. 지상에서는 할퀴기로 적을 공격할 수 있으며, 공중에서는 하강 공격을 할 수 있다. 그리고 벽을 타고 일정시간 올라갈 수 있고, 골 깃발을 타고 올라가 최고 점수를 받을 수 있다.
럭키고양이마리오
《슈퍼 마리오 3D 월드》에 나오는 마리오의 변신 형태. 럭키고양이 벨을 얻어 변신한다. 고양이 마리오의 모습에서 목에 방울이 달린다. 기본적으로 고양이 마리오의 능력을 가지고 있고, 엉덩이 찍기를 하면 고양이상으로 변신한다. 고양이상 상태에서는 닿은 적을 쓰러뜨리는 효과가 있다. 높은 곳에서 엉덩이 찍기를 했을 경우 내려가면서 코인을 얻는다. 럭키고양이 벨은 스페셜 월드에서만 등장한다.
더블마리오
《슈퍼 마리오 3D 월드》에서 더블체리를 획득하면 마리오와 똑같은 복사본이 나타난다. 더블체리를 획득할 때마다 복사본은 증가해서 최대 5명까지 나타나는 경우도 있다. 다른 아이템 효과와 중복되며 적에게 공격받으면 복사본이 사라진다. 복사본을 데리고 골에 도착하면 보너스 라이프를 받는다.
발사대박스
《슈퍼 마리오 3D 월드》에서 등장하는 아이템. 얻으면 박스를 뒤집어쓴 모습이 되며 대시 버튼으로 대포를 발사할 수 있게 된다. 대포는 다른 플레이어에게도 피해를 줄 수 있다. 스테이지를 클리어하면 아이템이 사라진다.
흉내굼바
《슈퍼 마리오 3D 월드》에서 등장하는 아이템. 얻으면 굼바의 머리를 머리에 쓴 듯한 형태가 되며 적이 플레이어를 인식하지 않게 된다. 스테이지를 클리어하면 아이템이 사라진다.
라이트 박스
《슈퍼 마리오 3D 월드》에서 등장하는 아이템. 얻으면 박스를 뒤집어쓴 모습이 되며 캐릭터의 앞에 빛이 비춰진다. 이 빛으로 부끄부끄같은 일부 적을 잡을 수 있다. 스테이지를 클리어하면 아이템이 사라진다.
괴상마리오
《슈퍼 마리오 메이커》에 나오는 마리오의 변신. 괴상한버섯으로 변신한다. 더 멀리 점프할 수 있으며, 기존보다 잘 미끄러진다.
점보마리오
《슈퍼 마리오 메이커》에 나오는 마리오의 변신. 점보버섯으로 변신한다. 꼬마리오의 크기를 늘인 듯한 모습으로 특정 물체를 부술 수 있게 되며 화면과 적의 그래픽이 변경된다.
빌더마리오
《슈퍼 마리오 메이커 2》에 나오는 마리오의 변신. 슈퍼해머로 변신한다. 해머로 딱딱한 블록이나 적을 쓰러뜨릴 수 있게 된다. 또한 빌더키트라는 블록을 쌓을 수 있다.

## 마리오 패밀리와 마리오의 적들/경쟁자들
마리오 시리즈에 등장하는 캐릭터들은 이른바 '마리오 패밀리'(マリオファミリー)로 불린다. 여기에 속하는 캐릭터 중 일부는 각각 독자적인 파생 작품의 주인공 역할을 하고 있는 것도 있다.
《슈퍼 마리오브라더스》 이래로, 각 캐릭터의 공식 디자인 및 감수는 오다베 요이치(小田部 羊一)가 맡고 있다.
루이지(Luigi, ルイージ 루이지[*])
마리오의 동생. 형 마리오보다 키가 크고, 약간 마른 체형을 지녔다. 마리오와 복장이 동일하지만 마리오의 복장에서 빨간색 부분이 루이지의 복장은 녹색으로 차이가 있다. 마리오에 대해 언제나 밑지는 역할을 떠맡겨지는 경우가 많다. 《마리오 이즈 미싱》(지리 교육용 소프트)이나 《루이지 맨션》(ルイージマンション) 등 주인공으로 출연하는 작품들이 있다. 마리오보다 점프력이 높으며, 잘 미끄러지는 특징을 지녀, 게임에서 루이지를 선택하는 경우는 상급 레벨 지향인 경우가 많다.(마리오와 같은 능력으로 설정된 게임도 있음)
쿠파(Bowser, クッパ 굿파[*])
마리오의 영원한 숙적. 거북족의 대마왕이다. 외견은 황소의 머리가 달린 거북이이다. 《슈퍼 마리오브라더스》를 필두로 한 여러 게임에서 피치 공주를 납치하는 역할을 맡고 있다. 후대 작품에서는 슈퍼 마리오브라더스 3》 등 20세기에 제작된 작품에서는 7명의 자식을 두었다는 설정이 있었으나, 《슈퍼 마리오 선샤인》에서 쿠파주니어가 등장한 이후로는 7인조는 쿠파 또는 쿠파주니어의 부하들이라는 설정으로 바뀌었다. RPG 계통 게임에서는 마리오와 협력하는 모습을 보이기도 한다. 쿠파의 이름은 국밥을 보고 지었다.
피치(Princess Toadstool (Peach), ピーチ姫 피치 히메[*])
버섯 왕국의 공주. 게임에서는 자주 누군가에게 납치를 당하여(초기 작품의 경우 대부분 주범은 쿠파), 그때마다 마리오가 구출을 위해 나서는 경우가 많다. 《슈퍼 프린세스 피치》에서는 마리오를 구하기도 한다. 마리오와 사랑하는 사이인 것으로 자주 묘사된다. 공주 신분이지만 사실상 국가운영을 직접 담당하는 여왕 역할을 한다. 마법, 테라피, 제빵, 요리, 노래, 각종 수많은 스포츠 종목들, 운전 등 다양한 분야에서 뛰어난 재능을 발휘한다.
키노피오(Toad, キノピオ 키노피오[*])
버섯 왕국의 국민으로 굼바와는 달리 버섯 밑둥에 얼굴이 달려있다. 피치공주를 지키는 역할이나, 때때로 피치공주에게 구해지는 경우도 있다. 작은 체구에 힘이 세며, 스피드가 주력이며 점프력은 떨어진다. 《슈퍼 마리오 64》 등 많은 시리즈에서 마리오나 루이지에게 많은 도움을 준다.
요시(Yoshi, ヨッシー)
《슈퍼 마리오 월드》에서 첫등장한 마리오의 모험 파트너이자 친구. 성별은 불명. 마리오가 갓난아기였을 때부터 알고 지냈다. 《요시 아일랜드》와 그 리메이크 작품에서는 아기 마리오와 루이지를 부모 곁으로 보내주었다. 기본적으로 녹색이나, 다른 빛깔의 요시도 존재한다. 요스터 섬(Yoshi's Island, ヨースターとう)에는 여러 빛깔의 요시가 산다고 한다. 요시의 빛깔 및 작품에 따라 능력에 차이가 있다. 고유 액션으로 불 내뿜기, 알낳기, 버티기 점프, 먹기 등이 있다.과일을 먹어 다른 능력을 사용할 수 있다, (마리오 파티 9 에서는 하늘색의 요시도 존재하는데 사실은 엉금엉금이다.)
데이지(Daisy)
《슈퍼 마리오 랜드》에서 첫등장한 사라사 랜드의 공주. 최근 들어 루이지와 사이가 좋은 것으로 묘사된다. 피치 공주와 달리 납치된 적은 1번밖에 없다. 톰보이 스타일로 묘사된다.
로젤리나(Rosalina, ロゼッタ)
《슈퍼 마리오 Wii 갤럭시 어드벤처》에서 첫등장하는 별똥별 천문대의 주인으로, 아기별들인 치코의 엄마 노릇을 하며 치코들을 키우고 있다. 엄청난 장신의 여자이며 키가 크다.
동키콩(Donkey Kong)
고릴라 캐릭터. 마리오와 동키콩 둘 다 초기 작품인 《동키콩》으로 데뷔했다. 현재의 동키콩은 초대 동키콩의 손자에 해당한다. 초기의 동키콩은 동키콩 컨트리 시리즈 이후로 '크랭키콩'이라는 이름으로 사실상 은둔 중이다. '동키콩'이라는 이름으로는 2대 째. 언제나 빨간 넥타이를 매고 있다. 참고로 동키콩 주니어는 초대 동키콩의 아들(현재 동키콩의 아버지)이다. 디디콩과는 절친이다.
와리오(Wario, ワリオ 와리오[*])
마리오에 비해 큰 덩치를 한 난폭자 캐릭터. 마리오에 언제나 적대심을 불태우고 있다. 돈에는 사족을 못쓴다. 마늘을 좋아하며, 슈퍼 버섯을 싫어한다. 《슈퍼 마리오 랜드 2》에서 주요 악당으로 처음 등장하였고, 이후 《와리오 랜드》 시리즈의 주인공이 되었고, 《메이드 인 와리오》 시리즈라는 완전히 독자적인 게임의 주인공도 되었다.
와루이지(Waluigi, ワルイージ 와루이지[*])
루이지를 라이벌로 삼고 있다. 와리오와의 관계는 단순한 조력자일 뿐이라고 한다. 장신에 마른 체구를 띄고 있다. 《마리오 테니스》에서 처음 등장하였다.
쿠파주니어(Bowser Jr.)
《슈퍼 마리오 선샤인》에서 첫 등장한 쿠파의 아들. 섀도 마리오로 변신했었다. 《뉴 슈퍼 마리오브라더스》에서는 쿠파 대신 피치 공주를 납치한다. 《뉴 슈퍼 마리오브라더스 Wii》에서는 쿠파 7인조와 함께 피치 공주를 납치한다.
쿠파7인조(Bowser 7 Bros.)
《슈퍼 마리오브라더스 3》에서 첫 등장한 쿠파의 부하들. 각 스테이지의 보스들로 등장해 각각 다른 스타일의 공격을 한다. 이후 시리즈에서도 간간히 등장한다. 생긴 것은 쿠파와 동일한 모양의 몸뚱이에 머리와 덩치만 각자 다르다. 구성원은 래리, 모톤, 웬디, 이기, 로이, 레미, 루드윅으로 웬디만 유일하게 여성이다.
베이비 루이지 (Baby Luigi)
루이지의 아기 버전. 일부 게임에서는 루이지가 아기 모습으로 나온다. 이 때는 요시와 함께 나오는 경우가 많다.마리오&루이지 RPG 2:시간의 파트너 같은 일부 게임에서는 베이비 루이지와 베이비 마리오와 함께 나오기도 한다.
베이비 마리오 (Baby Mario)
요시 아일랜드부터 나온 마리오의 아기 버전. 일부 게임에서는 마리오가 아기 모습으로 나온다. 이 때는 요시와 함께 나오는 경우가 많다.마리오&루이지 RPG 2:시간의 파트너 같은 일부 게임에서는 베이비루이지와 베이비 마리오가 함께 나오기도 한다.

## 같이 보기
- 마리오 시리즈의 비디오 게임 목록
- 마리오 시리즈의 등장인물 목록